# GNS Science
GNS Science (маори Te Pū Ao, «основа, происхождение и источник мироздания») — новозеландский Королевский научно-исследовательский институт. Основное направление исследований — геология, геофизика (в т.ч. сейсмология и вулканология), ядерная физика (изучение изотопов и радиоуглеродный анализ).
C 1992 по 2005 годы организация называлась «Институт геологических и ядерных исследований» (англ. Institute of Geological and Nuclear Sciences Limited). В 2006 году произошёл ребрендинг и компания стала называться GNS Science. Являясь изначально частью Департамента научных и промышленных исследований (DSIR), компания была выделена в отдельную независимую организацию в 1992 году, когда были созданы Королевские научно-исследовательские институты. В ходе этого GNS Science была полу-коммерциализирована, и теперь выступает больше как компания под государственным управлением, чем правительственный департамент. Компания получила широкую автономию, сопровождаемую большим акцентом на самоокупаемость. Это оказалось важно, особенно для покупки и обслуживания исследовательского оборудования и инфраструктуры, потому что новозеландская система финансирования общественных наук, как правило, не предоставляет гранты для этих целей.
Вместе с проведением фундаментальных исследований, компания управляет национальной системой мониторинга геологических угроз GeoNet Hazards Monitoring Network. GNS Science работает как в Новой Зеландии, так и за рубежом, в различных частных компаниях (в частности, энергетических), а также в государственных учреждениях, в целях предоставления научных консультаций и информации.
Штаб-квартира GNS Science находится в Авалоне, пригороде Лоуэр-Хатта (Новая Зеландия). Подразделения компании есть в Данидине и Уаиракеи.